# 우신시스템
주식회사 우신시스템은 대한민국의 자동차 차체 자동화 설비 및 부품 제조 기업이다.